# 10 Feet
I 10 Feet (テンフィート?) è un gruppo musicale giapponese fondato nel 1997, gestito dall'agenzia Badass e sotto contratto con la Universal Music. Il gruppo è composto da Takuma Mitamura (みたむら たくま?) (voce e chitarra), Naoki Inoue (いのうえ なおき?) (basso) e Koichi Nakaoka (なかおか こういち?) (batteria), tutti e tre provenienti da Kyoto e tutti e tre con esperienze in altri gruppi.

## Discografia
- 2002 - springman
- 2004 - Realife
- 2005 - 4Rest
- 2006 - 6-feat
- 2006 - Twister
- 2007 - Re: springman+ (Indies Complete Disc)
- 2008 - Vandalize
- 2009 - Life is sweet
- 2010 - 10-Best 2001-2009